# Akrotiri (Cipro)
Akrotiri è una città di Akrotiri e Dhekelia, due territori dell'isola di Cipro occupati da basi militari del Regno Unito. Secondo il censimento del 2011 la popolazione è di 870 abitanti.